# An Socach (Glen Affric)
Der An Socach ist ein 921 m (3.022 ft) hoher, als Munro eingestufter Berg in Schottland. Sein gälischer Name kann in etwa mit Vorstehender Ort, Der Schnabel oder Die Schnauze übersetzt werden. Der Berg liegt in der weitläufigen und einsamen Berglandschaft, die sich in der Council Area Highland zwischen dem Glen Affric und Loch Mullardoch erstreckt, etwa 35 Kilometer östlich von Kyle of Lochalsh und gut 20 Kilometer südwestlich von Cannich. 
Verglichen mit seinen Nachbarn, dem westlich gelegenen, 1.151 m (3.776 ft) hohen Sgùrr nan Ceathreamhnan und dem nordöstlich liegenden Doppelgipfel von Mam Sodhail mit 1.181 m (3.875 ft) Höhe und Càrn Eighe mit 1.183 m (3.881 ft) Höhe ist der An Socach ein unauffälliger und wenig markanter Berg. Er liegt auf dem Verbindungsgrat zwischen Sgùrr nan Ceathreamhnan und Mam Sodhail und ist damit Teil der hufeisenförmigen Bergkette um das sich nach Norden öffnende Gleann a’ Choilich. In Richtung Westen trennt ein auf etwa 800 m Höhe liegender Sattel den An Socach vom Stob Coire na Cloiche, einem 1.151 m (3.776 ft) hohen Vorgipfel des Sgùrr nan Ceathreamhnan, nach Nordosten ist er durch den rund 720 m hohen Bealach Coire Ghàidheil vom Mam Sodhail getrennt. Der An Socach besitzt einen markanten Südostgrat, der felsig bis in das Glen Affric führt. Er endet mit dem Vorgipfel An Sornach auf etwa 1750 m Höhe und fällt dann steil in das Glen Affric ab. Auf seiner Ostseite fällt der Grat steil und felsdurchsetzt in das Coire Ghàidheil ab, während seine Westseite sanfter in das Coire na Cloiche führt. Die Nordseite des An Socach fällt steil und felsig in das Gleann a’ Choilich ab, auch der Gipfelbereich, dessen höchster Punkt durch einen Cairn markiert ist, ist felsig aufgebaut. 

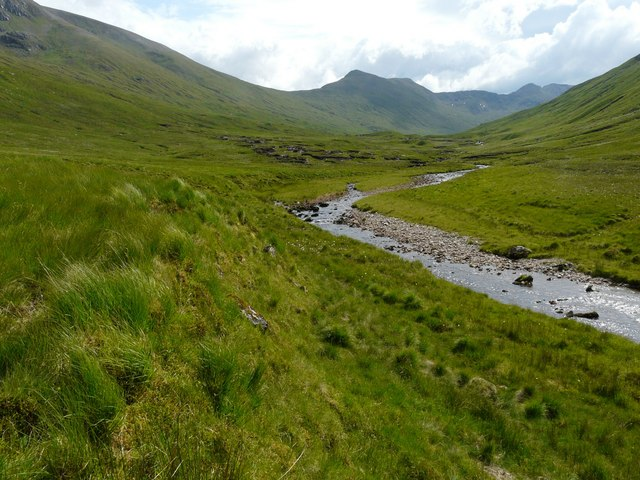
Blick aus dem Gleann a’ Choilich von Norden auf den An Socach (links)
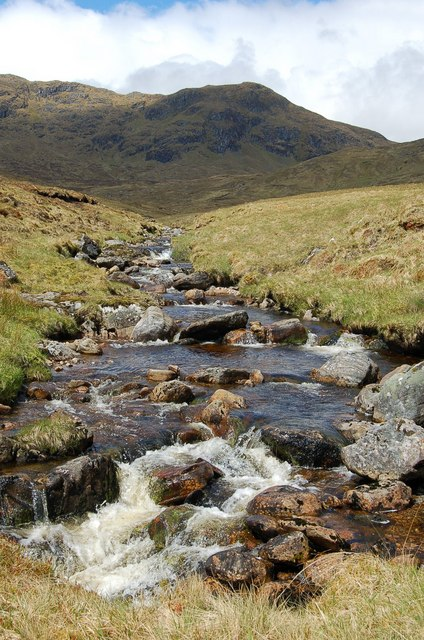
Der An Socach aus dem südöstlich liegenden Coire Ghàidheil gesehen
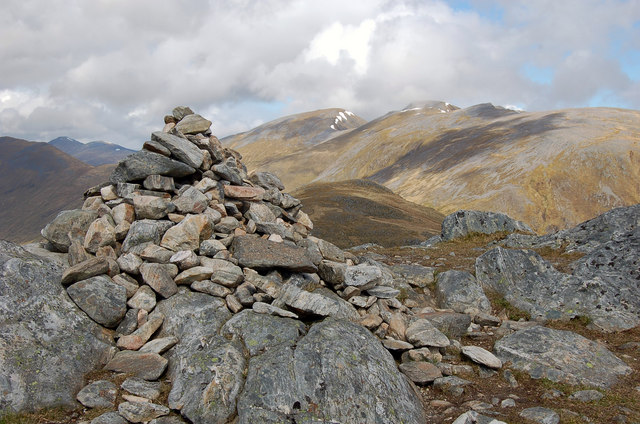
Der Gipfelcairn des An Socach, im Hintergrund Mam Sodhail und Càrn Eighe

Eine Besteigung des An Socach wird von vielen Munro-Baggern mit der des Sgùrr nan Ceathreamhnan oder des Mam Sodhail und des Càrn Eighe kombiniert, der Gipfel wird dabei über den Verbindungsgrat erreicht. Zustiege sind auch direkt aus dem Glen Affric möglich, entweder durch das Coire na Cloiche oder das Coire Ghàidheil. Aufgrund der weiten Entfernung von öffentlichen Straßen ist in der Regel eine Zwischenübernachtung in der nur zu Fuß erreichbaren Jugendherberge Alltbeithe am Beginn des Coire na Cloiche erforderlich.